# Zofiówka (gromada w powiecie lubelskim)
Zofiówka (alt. Zofijówka) – dawna gromada, czyli najmniejsza jednostka podziału terytorialnego Polskiej Rzeczypospolitej Ludowej w latach 1954–1972.
Gromady, z gromadzkimi radami narodowymi (GRN) jako organami władzy najniższego stopnia na wsi, funkcjonowały od reformy reorganizującej administrację wiejską przeprowadzonej jesienią 1954 do momentu ich zniesienia z dniem 1 stycznia 1973, tym samym wypierając organizację gminną w latach 1954–1972.
Gromadę Zofiówka z siedzibą GRN w Zofiówce utworzono – jako jedną z 8759 gromad na obszarze Polski – w powiecie lubelskim w woj. lubelskim na mocy uchwały nr 12 WRN w Lublinie z dnia 5 października 1954. W skład jednostki weszły obszary dotychczasowych gromad Zofiówka, Ciechanki Łęczyńskie, Rossosz i Trębaczów ze zniesionej gminy Mełgiew oraz obszar dotychczasowej gromady Nowogród ze zniesionej gminy Wólka w tymże powiecie. Dla gromady ustalono 12 członków gromadzkiej rady narodowej.
1 stycznia 1960 gromadę Zofijówka zniesiono, włączając jej obszar do nowo utworzonej gromady Łęczna w tymże powiecie.